# Sybil Bauer
Sybil Lorina Bauer (ur. 18 września 1903 w Chicago, zm. 31 stycznia 1927 tamże) – amerykańska pływaczka specjalizująca się w stylu grzbietowym, mistrzyni olimpijska (1924) i wielokrotna rekordzistka świata.
W 1922 roku podczas zawodów na Bermudach ustanowiła rekord globu na dystansie 440 jardów stylem grzbietowym. Czas, który uzyskała (6:24,8) był także lepszy o cztery sekundy od najlepszego wyniku uzyskanego w tej konkurencji wśród mężczyzn. W swojej karierze Bauer pobiła łącznie 23 rekordy świata.
Dwa lata później, podczas igrzysk olimpijskich w Paryżu została pierwszą mistrzynią olimpijską w konkurencji 100 m stylem grzbietowym. W finale uzyskała czas 1:23,3 i o ponad cztery sekundy pokonała srebrną medalistkę, Brytyjkę Phyllis Harding.
Studiowała na Northwestern University, gdzie oprócz pływania, trenowała hokej na trawie i koszykówkę. Będąc na ostatnim roku studiów zachorowała na raka. Zmarła w wieku 23 lat.
W 1967 roku została wprowadzona do International Swimming Hall of Fame.